# Bergholz (Bad Belzig)
Bergholz ist ein Angerdorf und Ortsteil von Bad Belzig mit 104 Einwohnern (Stand: 13. November 2023) im Hohen Fläming.

## Lage

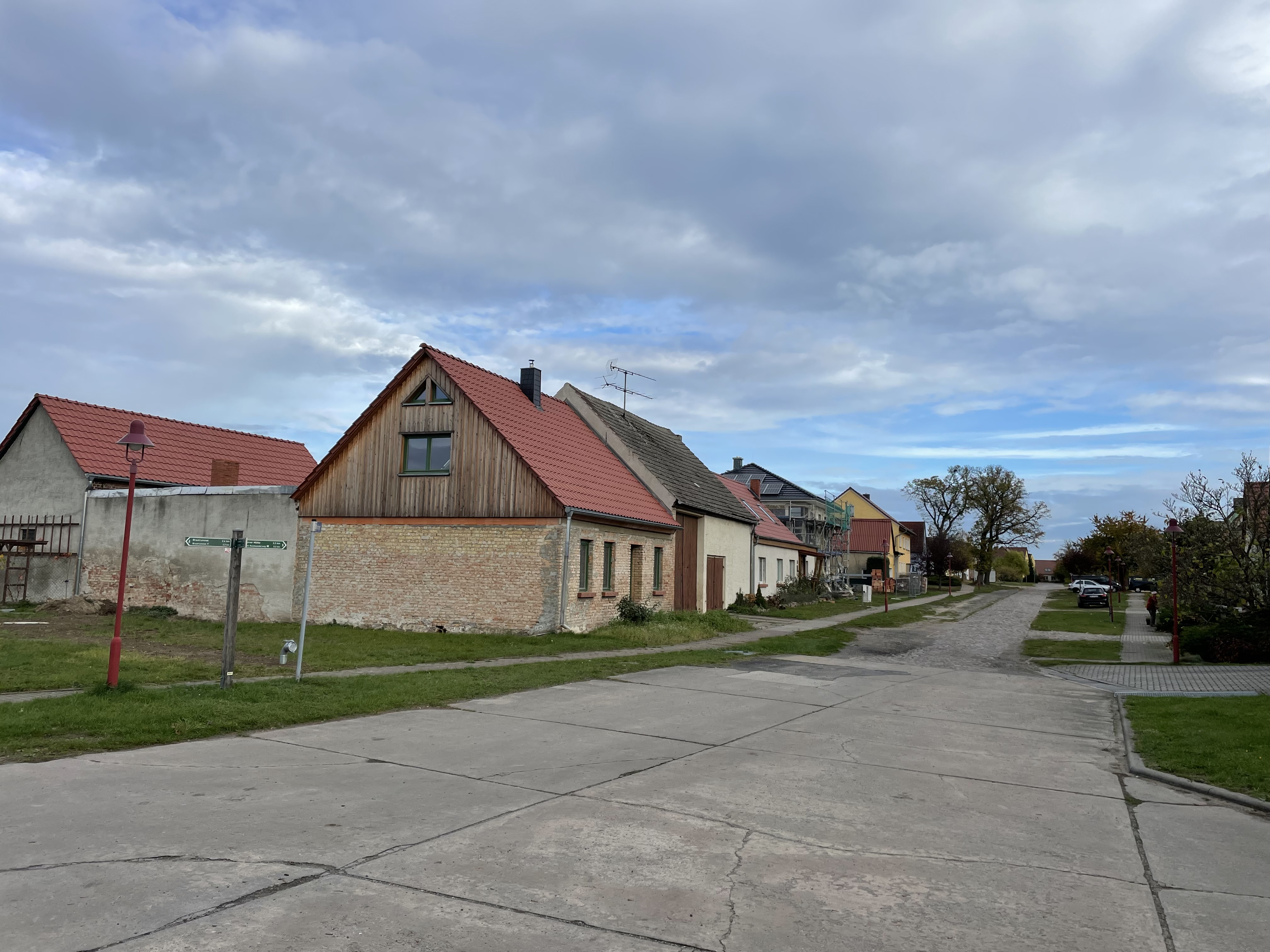
Ortsansicht

Es liegt fünf Kilometer südwestlich der Kreisstadt im Naturpark Hoher Fläming. Nordwestlich liegt der weitere Ortsteil Borne; südlich grenzt die Gemeinde Wiesenburg/Mark an, östlich die Gemeinde Niemegk. Die höchste Erhebung ist der östlich gelegene, 154,1 m ü. NHN Meter hohe Pumpenberg. Die umliegenden Flächen werden vorzugsweise land- und forstwirtschaftlich genutzt. Südlich befand sich zu einer früheren Zeit die wüste Feldmark Zehnsdorf, die jedoch durch einen Teil der wüsten Feldmark Breitenstein vom Dorf getrennt war. Im Nordosten befand sich ein Teil der wüsten Feldmark Dammdorf.

## Geschichte und Etymologie

### 13. und 14. Jahrhundert

Findling im Dorfzentrum als Denkmal der urkundlichen Ersterwähnung

Der Ort wurde 1257 in der Form in Berkholte erstmals urkundlich erwähnt. Im Mittelalter war holt (Niederdeutsch) eine Bezeichnung für „Gehölz“ oder „Wald“; die heutige Schreibung des Grundwortes Holz entspricht der hochdeutschen Form. Das ursprüngliche, niederdeutsche Bestimmungswort berk(e) („Birke“) wurde später als hochdeutsch Berg aufgefasst und entsprechend geschrieben. Im gleichen Jahr wurde von der Dorfkirche im Kirchdorf ecclesia in Berkholte berichtet. Das Dorf gehörte von vor 1426 bis um 1550/1552 zur Vogtei bzw. Pflege bzw. Amt Belzig. Im Jahr 1388 gab es in Czum Berkholcze einen Richter, der zwei Schock Abgaben leisten musste. Er hielt in den Jahren 1419/1420 die Gerichtsbarkeit und besaß drei Hufen. Im Jahr 1466 erschien die Schreibweise Birghoulcz. Eine Statistik aus dem Jahr 1496 wies zehn Türkensteuerpflichtige aus, darunter einen Schulzen sowie drei Personen Gesinde.

### 15. und 16. Jahrhundert
Detaillierte Angaben zur Einwohnerstruktur liegen aus dem Jahr 1506 vor. Demzufolge gab es zehn Einwohner. Der Richter besaß drei freie Lehnhufen und zinste von Wiesen. Einer zinste von zwei wüsten Hufen, vom Erbe und besaß eine Wiese vom Schulzen zum Lehen. Ein Einwohner zinste vom Erbe, von Wiesen und zwei Morgen (Mg) Wiese, ein anderer von Wiesen. Ein weiterer Einwohner zinste von einer wüsten Dammdorfer Hufe, einer vom Erbe, ein anderer von den Hufen. Ein Einwohner wohnte auf dem Pfarrgut und zinste von einer wüsten Dammdorfer Hufe; es hielt auch die Untergerichtsbarkeit und war dem Pfarrer zu Diensten verpflichtet. Ein weiterer Einwohner zinste von einer wüsten Hufe und zwei Mg Wiese; ein anderer Einwohner besaß ein Haus und zinste von einer wüsten Dammdorfer Hufe. Das Gut Sandberg besaß den vierten Anteil über zwei Dreihufner (darunter der Schulzengut, 1506 und 1550) bzw. einen Dreihufner (1591, 1822). Der Schulze aus Belzig besaß sechs Hufen (1419) bzw. das Herrenrecht auf drei Höfen (1455) bzw. Hebungen aus zwei Höfen und über einen Garten. Sein Anteil fiel vermutlich danach an das Amt. Im Jahr 1530 lebten im Dorf zehn Hufner und zwei Gärtner. Der Pfarrer erhielt von den Hufnern zwei Scheffel Korn, zwei Scheffel Gerste und zwei Scheffel Hafer. Der Küster bekam 18 Scheffel Korn, 12 Brote und 1⁄2 Schock Eier. Im Jahr 1542 lebten in Bergholz der Schulze mit Haus, Hof, Garten und vier Dorfhufen. Ein Einwohner besaß ein Haus, Hof, Garten und sechs Hufen. Ein Einwohner besaß ein Haus, Hof, Garten und sechs wüste Hufen. Zwei Einwohner besaßen ein Haus und Hof sowie je vier Hufen. Zwei andere Einwohner besaßen ein Haus, Hof, Garten und je drei Dorfhufen; ein anderer Einwohner ein Haus und Hof mit drei Dorfhufen. Es gab ein Kossätengütlein, ein Kossätengut mit Haus, Hof und Garten, ein weiteres Kossätengut, ein Kossätenhof mit Haus, Hof und Garten, einen Krüger, einen Hausgenossen sowie einen Hirten, der 56 Schafe, 35 Lämmer und vier Ferkel hütete. Im Dorf arbeiteten außerdem sechs Knechte und eine Magd. Eine Statistik von 1550 führte 14 besessene Mann auf, darunter sechs Gärtner. Der Richter besaß drei freie Lehnhufen und drei wüste Zehnsdorfer Erbhufen. Es gab außerdem sieben Dreihufner mit Haus und Hof, darunter einen mit zwei wüsten Dammdorfer Hufen und einer Zehnsdorfer Erbhufe, einen mit drei wüsten Zehnsdorfer Erbhufen, einen mit zwei wüsten Zehnsdorfer Erbhufen sowie einen mit 1 1⁄2 wüsten Zehnsdorfer Erbhufen; zwei weitere Einwohner besaßen je eine wüste Zehnsdorfer Erbhufe. Ein Anderhalbhufner besaß ein Haus und Hof sowie 1⁄2 wüste Zehnsdorfer Erbhufe. Ein Einhalbhufner mit Haus und Hof besaß eine wüste Dammdorfer Hufe und 1⁄2 wüste Zehnsdorfer Erbhufe, ein Häusler mit einem Garten besaß eine wüste Dammdorfer Hufe und 1⁄2 wüste Zehnsdorfer Erbhufe. Ein anderer Häusler mit Garten besaß zwei wüste Zehnsdorfer Erbhufe; zwei Häuser hatten je einen Garten, hinzu kam ein weiterer Häusler. Das Dorf war in Summe 27 Hufen groß; hinzu kamen vier wüste Dammdorfer Hufen und 16 wüste Zehnsdorfer Erbhufen. Eine Statistik aus dem Jahr 1565 berichtete von dem Schulzen, zehn Häusern und Höfe, ein neues Gütlein, zwei Kossätenhöfe, ein kleines Häuslein und 23 1⁄2 Dorfhufen, 16 wüste Hufen und 1 Wort zu Zehnsdorf. Die Bewohner bewirtschafteten außerdem 47 1⁄2 Mg Wiese. Der Hirte besaß zwei Kühe, zwei Spankälber, 36 Schafe und eine Range. Im Jahr 1575 erhielt der Pfarrer 1 1⁄2 Dreißig Korn, 18 Mandeln Gerste, 10 Mandeln Hafer und 10 Mandeln Heidekorn als Zehnten. Im Dorf lebten zu dieser Zeit acht Eineinhalbhufner und vier Gärtner. Eine Statistik aus 1591 berichtet von 15 besessenen Mann, darunter sieben Gärtner. Der Richter besaß nach wie vor drei freie Lehnhufen und drei wüste Zehnsdorfer Hufen. Es gab weiterhin fünf Dreierbhufner, zwei Dreidorfhufner sowie sieben Gärtner, die über unterschiedlich große Flächen auf den wüsten Zehnsdorfer Hufen zurückgreifen konnten. Das Dorf war mittlerweile 57 Hufen groß: 27 Dorfhufen, 14 wüste Dammdorfer Hufen und 16 wüste Zehnsdorfer Hufen. Hinzu kamen 57 3⁄4 Mg Wiese: 9 1⁄2 Mg vor Trebitz, 26 1⁄4 Mg vor Fredersdorf, 11 Mg vor Baitz, 4 Mg vor Dippmannsdorf, 3 Mg vor Linthe, 3 Mg auf der Rohrbleke und 1 Mg vor Brück.

### 17. Jahrhundert
Im Dreißigjährigen Krieg war das Dorf im Jahr 1640 vollständig zerstört. Rund 20 Jahre später lagen von den acht Hufnerhöfen noch vier wüst; ebenso der Halbhufnerhof. Von den fünf Kossätenhöfen lagen vier wüst (1661). Eine Statistik von 1676 berichtete von sechs Anspännern oder Hufnern, vier Halbhufnern oder Kossäten, zwei Gärtner oder Häuslern sowie 30 Erbhufen und 20 wüste Hufen. In den folgenden Jahren erholte sich das Dorf wieder. Im Jahr 1682 gab es den Schulzen mit drei Lehnhufen, drei wüsten Hufen und ein Wort zu Zehnsdorf. Es gab vier Dreierbhufner, drei Dreidorfhufner, einen Halbhufner sowie fünf Kossäten (darunter den Krüger). Ein Häusler besaß Haus und Hof; gemeinsam wurden 60 1⁄6 Mg Wiese bewirtschaftet.

### 18. Jahrhundert
Zur Jahrhundertwende gab es im Dorf neun Hufner, einen Halbhufner, fünf Kossäten und einen Häuser sowie einen Hirten. Die bewirtschaftete Fläche war mittlerweile auf 81 1⁄6 Mg Wiese angewachsen. Eine Statistik von 1718 berichtete von zehn Hufnern, fünf Kossäten und einem Häusler. Sie bewirtschafteten 52 Hufen sowie 25 wüste Zehnsdorfer Hufen, auf denen sie 217 Dresdner Scheffel 4 Metzen Aussaat ausbrachten. Auf jede Hufe kamen 5 Scheffel 8 Metzen, auf die wüsten Hufen 2 Scheffel 12 Metzen. In Bergholz lebten im Jahr 1743 acht Dreihufner (darunter der Schulze), ein Anderhalbhufner sowie ein Einhalbhufner, die zusammen 26 Dorfhufen und 26 wüste Hufen bewirtschafteten. In einer weiteren Statistik aus dem Jahr 1777 wurden 17 Mann aufgeführt: neun Ganzhufner, vier Kossäten und vier Häusler.

### 19. Jahrhundert
Im Jahr 1806 lebten im Dorf ein Fünfeinviertelhufner, zwei Viereinhalbhufner, ein Viereinviertelhufner, ein Vierhufner, ein Dreidreiviertelhufner, zwei Dreieinhalbhufner, ein Eindreiviertelhufner, ein Eineinviertelhufner, zwei Einhufner, ein Einviertelhufner und drei Häusler, die zusammen 38 1⁄2 Hufen bewirtschafteten. Im Jahr 1814 erschien die Schreibweise Bergholz, Birkholz. Das Dorf bestand im Jahr 1837 aus 17 Wohnhäusern. Im Jahr 1858 war es 3958 Mg groß: 7 Mg Gehöfte, 3951 Mg Acker und bestand aus drei öffentlichen, 19 Wohn- und 51 Wirtschaftsgebäuden.

### 20. und 21. Jahrhundert

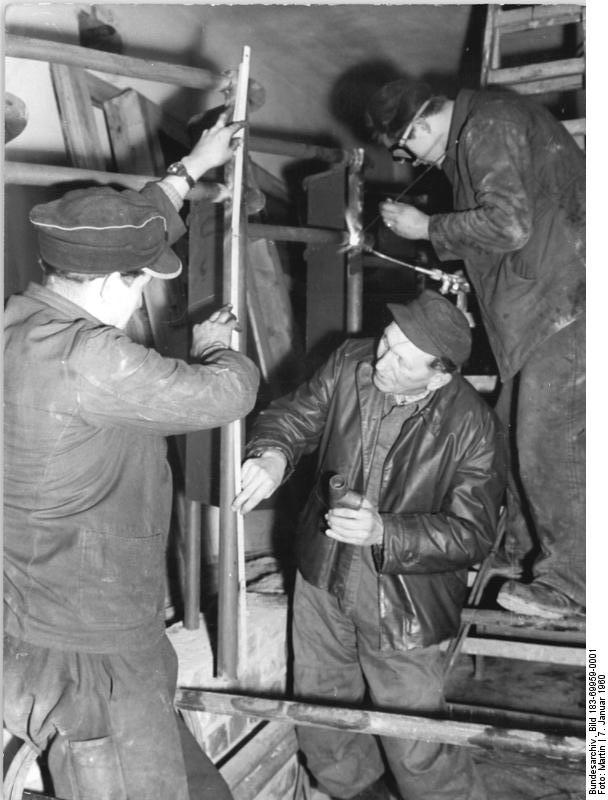
Einbau eines Melkstandes in der LPG Bergholz, 1960

In Bergholz standen im Jahr 1900 auf 771 Hektar (ha) insgesamt 22 Häuser. Im Jahr 1911 wurde ein 90 m tiefer Brunnen sowie eine mit Windenergie betriebene Pumpstation angelegt. Die Elektrifizierung erfolgte im Jahr 1924; 1934 gründete sich die Freiwillige Feuerwehr. Im Jahr 1939 gab es 14 land- und forstwirtschaftliche Betriebe, die zwischen 20 und 100 ha groß waren. Weitere fünf waren zwischen 10 und 20 ha, einer zwischen 5 und 10 ha sowie einer zwischen 0,5 und 5 ha groß.
Nach dem Zweiten Weltkrieg wurden 1946 dem Dorf 20,20 ha Acker und 56,80 Wald aus Klein Glien zugeschlagen. Davon gingen 30,75 ha an drei Neubauern, 23,95 ha an sechs Altbauern und 22,30 ha Waldzulage an die Gemeinde. Im Jahr 1950 wurde ein neuer Brunnen angelegt und das Windrad durch eine elektrisch betriebene Pumpe ersetzt. Drei Jahre später gründete sich eine LPG Typ III, die 1955 über 23 Mitglieder und 242 ha Fläche verfügte. Im Jahr 1958 gab es eine zweite LPG Typ I mit drei Mitgliedern und 96 ha Fläche sowie im Folgejahr eine dritte LPG typ I mit zehn Mitgliedern und 186 ha Fläche. Im Jahr 1960 bestand die LPG Typ III mit 49 Mitgliedern und 385 ha Fläche sowie zwei LPGen Typ I mit 31 Mitgliedern und 362 ha Fläche, die 1961 bzw. 1962 an die LPG Typ III angeschlossen wurden. Im Jahr 1973 bestand im Dorf eine LPG. Im Jahr 1987 erfolgte der Anschluss an das Wasserwerk Belzig.
Am 31. Dezember 2002 verlor Bergholz seine Selbständigkeit. Der Ort wurde in die Stadt (Bad) Belzig eingemeindet.

## Bevölkerungsentwicklung
| Jahr      | 1817 | 1837 | 1858 | 1871 | 1885 | 1895 | 1905 | 1925 | 1939 | 1946 | 1964 | 1971 |
| Einwohner | 112  | 124  | 117  | 131  | 147  | 133  | 130  | 152  | 176  | 278  | 179  | 167  |

## Wirtschaft und Infrastruktur

### Wirtschaft
Zu den Betrieben in Bergholz zählt eine Kunstschmiede, welche 1903 gegründet, nun schon in dritter Generation betrieben wird, sowie ein Malerbetrieb. Die umliegenden Agrarflächen werden von fünf Landwirtschaftsbetrieben bewirtschaftet. Außerdem existiert eine Lager- und Abgabestelle eines Agrarhandels sowie eine Kunststoff verarbeitende Firma.

### Verkehr
Bergholz liegt fünf Kilometer südlich von Bad Belzig an einer Kreisstraße. Von der Autobahn A9 Abfahrt Niemegk erreicht man Bergholz über die Orte Dahnsdorf und Kranepuhl. Als öffentliche Verkehrsmittel können die Buslinien 588 und 591 genutzt werden.
Durch Bergholz verlaufen der Europaradweg R1 (Calais – Sankt Petersburg) sowie unweit vom Ort entfernt der Europäische Fernwanderweg E11 (Coswig – Frankfurt).

## Kultur und Sehenswürdigkeiten
- Besonders sehenswert in Bergholz ist die Dorfkirche, die wie auch der Ort im 13. Jahrhundert entstand. Sie repräsentiert den vollständigen Typ der Feldsteinkirchen im Fläming mit Querriegel (Breitturm), Schiff, Chor und Apsis. Der Turm besitzt ein Walmdach mit Dachreiter unter dem sich die Kirchenglocke aus dem Jahre 1680 befindet. Im Gegensatz zum restlichen Mauerwerk besteht er auf der Westseite aus Ziegelsteinen. Statische Gründe erforderten diese Instandsetzungsarbeiten. Im Innenraum befinden sich unter anderem ein um 1700 entstandenes Altargemälde, eine Zinn- und Taufschale aus dem Jahre 1718 und die 2000 restaurierte Orgel.
- Weitere Sehenswürdigkeiten in der Umgebung sind die nahegelegene Bockwindmühle des Nachbardorfes Borne sowie der Riesenstein und die Brautrummel in Richtung Grubo.